# 974
974 là một năm trong lịch Gregory, theo âm lịch, năm này một phần là Quý Dậu, còn lại là Giáp Tuất

## Sự kiện
- Một trận động đất lớn ở Anh.[1]

## Sinh
- Vua Đinh Phế Đế (tên húy là Đinh Toàn), vị vua thứ hai và cuối cùng của nhà Đinh trong lịch sử Việt Nam.
- 12/2: Vua Lý Thái Tổ (tên húy là Lý Công Uẩn), vị vua đầu tiên của Triều đại nhà Lý trong lịch sử Việt Nam.

## Mất
- Giáo hoàng Benedict VI
- Ratherius của Verona
- Shi Chonggui